# チャールズ・G・フィニー
チャールズ・グランディソン・フィニー（Charles Grandison Finney、1905年12月1日 - 1984年4月16日）は、アメリカ合衆国の新聞編集者・幻想小説家である。同名のプロテスタント伝道者の曾孫である。代表作は最初の作品でもある『ラーオ博士のサーカス』で、1935年の第1回全米図書賞の「最も独創的な本」部門を受賞した。

## 生涯
フィニーはミズーリ州シデーリアで生まれた。1927年から1929年までアメリカ陸軍第15歩兵連隊の一員として中国で従軍した。
彼の回想録には、『ラーオ博士のサーカス』は1929年に天津で着想を得たと書かれている。除隊後、彼は1930年から1970年までアリゾナ州ツーソンで『アリゾナ・ デイリー・スター』紙の編集者として勤務した。
フィニーの原稿や手紙、写真の一部は、アリゾナ大学メインライブラリー特別コレクションのコレクション番号:AZ 024"Papers of Charles G. Finney, 1959-1966"（チャールズ・G・フィニーの原稿、1959-1966年）として保存されている。

## 影響
フィニーの作品、特に『ラーオ博士のサーカス』は、その後の幻想文学作家に影響を与えてきた。レイ・ブラッドベリはこの小説を賞賛し、アンソロジーThe Circus of Dr. Lao and Other Improbable Stories（ラーオ博士のサーカスと他のありそうもない物語）を編集し、序文を執筆した。ブラッドベリの『何かが道をやってくる』は、『ラーオ博士』と舞台を共有している。アーサー・カルダー・マーシャルのThe Fair to Middling（1959年）、トム・リーミイの『沈黙の声』（1978年）、ピーター・S・ビーグルの『最後のユニコーン』（1968年）、ジョナサン・レセムのChronic City（2009年）は、いずれもフィニーの作品の影響を受けた。
『ラーオ博士のサーカス』を原作として、映画『ラオ博士の7つの顔』が作られた。

## 著書

### 書籍
- The Circus of Dr. Lao（ラーオ博士のサーカス（英語版）） (1935)
- The Unholy City (1937)
- Past the End of the Pavement (1939), collection
- The Ghosts of Manacle (1964), collection
- The Old China Hands (1961), memoirs
- The Magician Out of Manchuria (1968)

### 短編
- "The Iowan's Curse", Harper's Magazine, July 1958[9]
- "The Life and Death of a Western Gladiator", Harper's Magazine, October 1958[9]
- "The Gilashrikes", The Magazine of Fantasy & Science Fiction, October 1959
- "The Night Crawler", The New Yorker, December 5, 1959
- "An Anabasis in Minor Key", The New Yorker, March 26, 1960
- "Private Prince", The New Yorker, June 24, 1961
- "A Sermon at Casa Grande", Point West, September 1963
- "Isabelle the Inscrutable", Harper's Magazine, 228:1367 (April 1964) pp. 51–58
- "Murder with Feathers", Harper's Magazine 232:1391 (April 1966) pp. 112–13

### 戯曲
- Project Number Six (1962)